# 圭亞那犬齒脂鯉
圭亞那犬齒脂鯉，為輻鰭魚綱脂鯉目脂鯉亞目狼牙脂鯉科的其中一個種，分布於南美洲蓋亞那的奧里諾科河及亞馬遜河上游流域，體長可達31.2公分，棲息在河川底中層水域，以其他魚類為食，生活習性不明。